# 사회주의

사회주의의 상징인 붉은 색

사회주의(社會主義, 독일어: Sozialismus, 러시아어: Социализм, 프랑스어: Socialisme, 중국어: 社会主义, 영어: Socialism)는 생산수단을 공동으로 운영하는 협동 경제와 모든 사람이 노동의 대가로 평등하게 분배받는 사회를 지향하는 다양한 사상을 통틀어 일컫는 말이며, 또는 그 과정을 의미하기도 한다. 이 용어에 대한 명확한 정의는 존재하지 않으며, 매우 폭넓은 정치적 흐름을 포함하고 있다.
사회적 소유는 국가, 집단 또는 협동조합의 소유 또는 지분을 시민이 소유하는 형태가 될 수도 있다. 다양한 형태의 사회주의가 존재하며, 사회적 소유라는 공통요소를 공유할 뿐 모든 형태를 포괄하는 한 가지 정의는 없다.
정치적으로 강력하게 등장한 근대적 사회주의인 초기 사회주의는 1826년 최초로 로버트 오언에 의해 주장되고 1862년 독일의 사회주의자 페르디난트 라살레의 저서 《노동자 강령》에서 처음으로 사회주의란 용어가 등장했지만 훨씬 이전인 생시몽의 집산주의, 토머스 모어의 기독교 평등 사상에 이미 사회주의의 맹아가 존재하고 있었다. 로버트 오웬은 '사회주의'란 용어를 정립화했고, 그 후 유럽 각지에서 푸리에 같은 여러 공동체, 집산주의를 지향하며, 이상적인 사회를 꿈꾸는 좌파적 학자들에 의해 사회주의는 발전되었다. 오늘날 사회주의는 사회민주주의, 공산주의 등 여러 분파로 나눠져있다.

## 설명

### 여러 종류의 사회주의
사회주의에서 갈라져 나온 대표적인 정치 사상으로는 공산주의와 사회민주주의를 들 수 있다.
1990년대 초반까지 유럽 공산주의 운동을 주도한 사상 분파였던 마르크스-레닌주의는 소비에트 연방 내부의 독재와 관료주의, 낮은 생산성 등으로 커다란 비판을 받았으며, 1991년 소비에트 연방의 붕괴로 인해 쇠퇴한 데 반해, 핀란드, 노르웨이, 스웨덴 등 복지 국가를 낳은 사회민주주의는 자본주의와 사회개량주의, 민주주의를 성공적으로 결합해 사회주의 발전 초기의 목적이었던 무상교육, 복지를 통한 기회의 분배를 이룩한 성공적인 정치 사상으로 평가되고 있다.
하지만 주로 혁명적 사회주의자들은 사회민주주의 정치는 자본주의 사회에서 민주주의라는 중재를 통해 사회주의로의 변화 과정에 있는, 즉 사회주의와 유사하기는 하나 아직 사회주의를 이룩하지 못 한 정치 형태라는 평가를 하기도 한다.
사회주의는 노동조합과 산업에 대한 광범위한 통제를 기초로 하는 강력한 정당이 정치와 사회를 지배적으로 주도하고 있는 국가도 사회주의라고 평가받는다.
한편, 서유럽의 공산주의자들은 1970년대에 마르크스-레닌주의를 비판하며 의회 민주주의를 수용한 유럽공산주의 노선을 추구하였다. 대표적으로 포르투갈 공산당과 프랑스 공산당이 유럽 공산주의를 추구한다고 평가된다.

### 여러 가지 의미
사회주의란 생산수단의 사회적 소유와 그것의 민주적인 통제로 특징되는 경제와 사회 체계의 집합을 의미하며, 그와 관련된 이론과 운동이다. 사회적 소유란 공적, 집단적 그리고 협동조합에 의한 소유가 있을 수 있으며, 평등한 시민의 소유형태일 수도 있다. 사회주의에는 많은 변형태가 존재하며 이 모든 것들을 포괄하는 단일한 정의는 존재하지 않지만, 사회적 소유권은 이런 다양한 형태에서 여러 가지 방법으로 등장하는 공통된 요소다.

## 개요

### 자본의 비판 및 극복을 위한 사상, 사회주의
초기 사회주의자들은 자본주의가 다음과 같은 문제를 내포한다고 여겼다. 자본을 쥐고 착취를 통해 부를 축적한 사회의 극소수에게 권력과 부가 집중되어, 모든 사람이 자신의 가능성을 펼칠 수 있는 평등한 기회를 부여받지 못 하고, 기술과 자원의 이용이 제한당하며, 자본주의적 소유관계가 생산력에 족쇄를 채운다는 것이다. 이러한 양상은 국민의 대다수를 점하고 있는 생산 계층의 삶을 피폐하게 만들고, 수많은 부조리를 낳게 한다. 그리하여 초기 사회주의 운동가들은 대부분 유럽 사회의 사회병리 현상에 집중하였고, 철학적인 담론 및 방법론, 또는 공상에 기반한 미래 사회를 제시하여 이 문제를 해결하려고 하였다.
카를 마르크스와 더불어 과학적 사회주의(Scientific socialism) 이론의 창시자 중 한 명인 프리드리히 엥겔스와 프랑스의 공상적 사회주의 이론가인 앙리 드 생시몽은 사회적 생산 개념의 광범위한 도입만이 자본주의의 무정부적인 생산에 의한 폐해를 극복할 수 있는 방안이라 주장하였다. 이들은 이를 위해 사회적 기여에 따른 분배를 실현하여야 한다고 역설하였다. 그러나 사회주의자들 내에서도 이러한 분배가 무슨 기준으로 어떻게 실현될 수 있는지에 대해서 논란이 있다.

### 사회주의에 대한 해석들
사회주의는 단일한 이론에 의해 고정되어 있는 이념이 아니다. 사회와 경제에 대하여 공공성과 사회화가 얼마나 적용되어야 하는지에 대해서 사회주의의 분파마다 견해가 다르다. 예컨대 완전한 계획 경제를 기반으로 하는 마르크스-레닌주의부터 시장 경제를 상당부분 인정하는 자유사회주의까지 그 스펙트럼이 다양하다. 이러한 특징 때문에 사회주의의 각 분파는 상대 분파에 대해 비판적이고 적대적인 태도를 취하기도 한다. 사회주의 운동 분파에 대한 큰 구분으로는 사회주의 체제의 건설을 위해 급진적 혁명을 지향하는지, 아니면 절충적 개혁을 지향하는지에 따른 구분이 있고, 다른 한편으로 사회주의 분파에 따라 "공공경영경제"를 완전한 사회화로 이해하기도 하고, 시장경제가 유지되는 가운데 공기업과 같은 국가가 관리 감독하는 양립체제로 이해하기도 한다. 또, 결과의 평등을 중시하는 공산주의와 기회의 평등을 중시하는 사회민주주의로 나누어 보는 견해도 있다.
소비에트 연방이 붕괴하기 전 적지 않은 수의 사회주의자들은 소비에트 연방의 ‘소비에트 계획 경제 모델’에 고무되어 있었다. 이 모델은 모든 생산수단의 국유화와 중앙 집중적인 계획 경제를 그 특징으로 한다. 소비에트 계획 경제 모델은 1920년대 말에 일어난 경제 대공황 당시에 높은 생산력을 유지했으며, 국민경제를 구성하는 주요 요인의 안정적인 운영을 가능하게 해준다는 점에서 커다란 매력으로 다가왔기 때문이다. 소비에트 연방 붕괴 이후의 공산국가들은 사회주의에 시장 경제의 요소를 도입하는 ‘시장사회주의’라는 모델을 접목하였다. 이는 시장의 존재를 인정하되 그것을 국가의 강력한 통제 경제 정책 및 관치경제와 병립하는 것을 주요 골자로 한다.
반면, 현대의 사회민주주의는 개인의 재산권(Property rights)과 사업 운영의 권리를 인정하고 계획 경제의 틀 속에서 주요 산업을 국유화하는 형태의 집산주의를 지지한다. 이는 자본주의를 개혁하는 것에 초점을 맞춘 것으로, 19세기 말-20세기 초의 사회민주주의자들이 자본주의 자체를 폐지하려 했던 것과 대비된다. 오늘날 유럽의 복지사회에서 보여주는 것처럼 현대의 사회민주주의는 공공성을 기반으로 한 복지 국가와 시장의 규제를 주요 경제정책으로 삼으며 결과의 평등이 아닌 기회의 평등에 그 초점을 맞추고 있다. 한편 사회주의적인 성격을 갖고 있는 아나키즘이나 자유지상주의는 산업의 노동자 자주관리 등의 산업민주주의를 보다 강조한다.

## 기원
사회주의라는 용어는 19세기에 파생되었다. 영국에서는 감리교 노동 공동체를 구상하던 로버트 오웬을 따르는 이들이 1827년 자신들을 설명하는 데에 처음 사용하였으며, 프랑스에서는 1832년 이상적 사회주의자로 불리는 생시몽의 이념을 따르는 이들과 앙시끌로뻬디 누벨의 저자 삐에르 레로와 J. 레노들이 사용하였다. 그 후 이 용어는 사회주의자들과 그의 비난자들이 폭넓게 활용하였다. 사회주의 단체들 사이에 이견은 존재하나 이들은 대체적으로 19세기와 20세기 산업·농업 노동자들의 투쟁사를 공유하고 있으며, 연대의 원칙과, 소수가 아니라 폭넓은 대중에게 유리한 경제 체제가 근간이 되는 평등한 사회를 부르짖는다는 것에 합의를 본다.
마르크스주의(Marxism) 이론에 따르면 사회주의는 자본주의를 대체하는 단계이며 프롤레타리아에 대한 계급 억압이 차츰 약해짐에 따라 최종적으로 사회주의가 공산주의로 발전한다. 마르크스주의와 공산주의는 둘 다 사회주의의 분파이다.

## 역사
사회주의는 각 시대마다 그 정의 자체가 달라졌으며, 다양한 입장이 공존하였다.

### 계몽주의 시대
프리드리히 엥겔스를 중심으로 한 일련의 마르크스주의자들에 따르면 사회주의 모델과 생각은 인류의 사회역사 초창기로부터 그 근원을 찾을 수 있으며 인간의 본성과 초창기 인간 사회 조직 구조의 불가피한 형태였다. 18세기 계몽 시대가 막을 올리자 일련의 사상가들인 콩도르세, 볼테르, 장 자크 루소, 드니 디드로 등은 프랑스의 동요하는 사회 계층을 위한 지적 그리고 사상적 표현을 제공하였다. 이것은 심지어 앙시앵 레짐으로 말미암아 소외된 부르주아지까지도 포함하여 추후 사회주의가 뿌리를 내리게 될 대중적 계급들을 포섭하였다.
특히, 프랑스 혁명을 주도한 자코뱅 세력의 좌익인 산악파는 부르주아 내에서도 가장 급진적인 성격을 갖고 있는 집단이었다. 이 당시 사회주의라는 개념이 정립된 것은 아니었지만, 이들의 활동은 훗날에 일어날 사회주의 운동의 기반 정신이 되었다. 그러나, 테르미도르의 반동 이후 산악파 내 급진 세력은 극심한 탄압을 받았고, 적지 않은 수가 단두대에서 생을 마감하였다. 그 대표적인 사상가이자, 운동가가 그라쿠스 바뵈프이다.

### 초기 사회주의
산악파 내 급진 파벌인 신자코뱅 세력은 유럽 사회를 근본부터 고칠 수 있는 해법에 대해 연구하였다. 그 대표적인 학자가 앙리 드 생시몽, 샤를 푸리에이며, 영국에는 로버트 오웬이 있었다. 이들은 과거 철학의 성과인 형이상학과 일원론을 현상계인 사회와 밀접하게 연결하려고 하였다. 푸리에는 팔랑쥬라는 공산촌 계획을 주장하여 모든 경제 활동이 철저한 계획에 따라 진행되는 공동체를 제시했다. 생시몽은 하나의 산업단지가 갖는 최적의 조건을 연구하였으며, 부족하지도, 동시에 과도한 낭비도 존재하지 않는 영구적 산업단지를 수립한 계획을 착수하였다. 오웬은 당시 프랑스 등에서 나타난 공상적인 주장을 현실에 옮기기 위해 여러 지역에서 사회주의 단위를 건설하려고 노력하였는데, 그 대표적인 것이 뉴하모니 지역의 공산촌이다. 그러나 이러한 운동은 커다란 한계를 봐야 했는데, 당시 집권 세력은 귀족과 부유층의 이권을 수호하였고, 이러한 과정에서 체포, 구금, 비밀경찰에 의한 방화 등이 겹쳐져 있어났기 때문이다.
그럼에도 불구하고 ‘사회주의’라는 용어는 당시에 부정적인 뜻으로만 선전되지는 않았다. 수많은 그리스도교 명사들과 이론가들, 실천가들은 종교적 가치에 기초한 사회주의를 추구하여 대중들에게 별다른 반감을 주지 않았기 때문이다. 그리고 당시 사회주의는 생활 영역을 통제한다는 뜻을 은연 중에 내포하고 있는 오늘날의 ‘공산주의’라는 용어와 달리, 경제 영역에서 자선과 구조 개혁 등을 동반한 평화로운 운동이라는 견해가 상당했다. 카를 마르크스와 프리드리히 엥겔스는 『공산당 선언』에서 이를 두고 “사회주의는 유럽 대륙에서 존경을 받았으나, 공산주의는 그러하지 못 하였다.”라고 주장하였다.

### 과학적 사회주의
이후 등장한 인문학자인 카를 마르크스는 선대 사회주의자들의 성과를 계승하되, 이들의 갖고 있는 한계를 맹렬히 지적하였다. 카를 마르크스와 프리드리히 엥겔스는 이들 사상을 "공상적 사회주의"로 부르며 스스로는 이들과 구분하기 위하여 "마르크스주의자"라고 부르고 있었다. (추후 엥겔스는 마르크스주의를 논리를 갖춘 사회주의 이론이라는 뜻에서 "과학적 사회주의"라 부르기 시작했다.)

## 사회주의자들의 공통된 신념
사회주의 사상은 아주 넓은 범위의 시각을 포괄한다. 그러나 공통된 신념은 왕정과 자본주의적 사회들이 소수의 경제 엘리트를 위하여 작동하고 있다는 인식과 대중 없이는 이 엘리트들도 존재할 수 없으므로 사회가 공중의 이익을 위하여 운영되어야 한다는 것을 포함한다. 사회주의적 사상들은 경제적으로 경쟁보다 협력을 중시하는 경향이 있으며 일부 분파들은 어떠한 형태의 계획 경제를 추구하는 경향이 있으며, 일부 분파들, 특히 초기의 분파들은 중앙 계획을 선호하는 경향이 있다. 이들은 모두 생산 수단과 부, 그리고 서비스 분배의 적어도 일부분을 대중 또는 협력적 소유 제도로 바꾸는 것을 지지한다.
역사적으로 사회주의 사상은 노동조합의 성장과 발걸음을 같이해왔다. 세계의 수많은 곳에서 이들 두 개 운동은 아직 긴밀한 연관이 있으며 다른 곳에서는 두가지 움직임으로 분리되었다.

## 사회주의 경제의 종류
오늘날 사회주의와 계획 경제를 등치시켜서 보는 시각이 일부 존재하지만, 그것이 사회주의 경제에 대한 올바른 이해는 아니다. 21세기 기준으로 사회주의 경제의 이행 형태와 그 완성의 형태를 규명하는 일은 매우 어려운 과제 중 하나로 남아있다. 공산권이 붕괴한 후 미국과 같은 금융자본주의 국가가 유일 초강대국 지휘를 획득함에 따라 사회주의 경제의 실행은 단순히 내부의 문제뿐만이 아니라 외부의 경제 공격 문제에도 신경을 써야 한다는 어려운 상황에 처해있기 때문이다. 그래서 사회주의 담론에서 경제 구조의 재문제는 상당히 중요하면서도 난해한 문제로 남아 있는 것이다.

### 소비에트식 계획 경제
소비에트식 계획 경제의 개념은 이오시프 스탈린이 제1차 경제 개발 5개년 계획에서 그 성과를 통해 보여준 개념으로, 1928년부터 1985년까지 소비에트 연방과 여러 공산권에서 주요 경제 관리 수단으로 사용했던 경제 구조이다. 몇몇 학자는 1965년 소비에트 연방의 코시긴 개혁이 소비에트식 계획 경제에 대한 ‘근본적 수정’이라고 평가한다는 점에서, 그 기준이 모호한 점 역시 사실이다.
『소련 사회주의의 경제 문제들』 제1장 「사회주의하 경제 제도들의 특성」에서 사회주의 계획 경제의 일반적 특성을 규정했는데, 여기서 언급되는 특징은 '중앙당 계획하에 진행되는 중앙집중적 사회주의 경제', '혁명적 관료제와 대중 지도 체계에서 진행되는 사회주의 경제', '소비와 공급량 조절 문제와 지역소비에트의 역량 강화'라는 세 가지로 요약된다. '중앙당 계획하에 진행되는 중앙집중적 사회주의 경제'에서 논의되는 내용은, 마르크스-레닌주의 이데올로기에 충실한 경제 발전을 달성해야 한다는 것과 밀접한 연관성을 갖고 있다. 
만약 생산력 발전에서 비약적인 진보를 이룰 수 있는 방법론이라고 해도 사회주의경제 발달을 불러오기 힘들며, 단기적인 성장만을 가져올 뿐인 정책이라면 그것은 중앙당의 경제 계획과 정면으로 반대되는 것이다. 따라서 경제 계획에서 첫 번째로 고려되어야 할 것은 "그것이 정말 마르크스-레닌주의 원칙에 맞는 것인가?"부터 따져야 한다. 
두 번째 문제는 '혁명적 관료제와 대중 지도 체계에서 진행되는 사회주의 경제'이다. 이것은 사회주의 계획 경제 틀을 규정하는 문제에서 가장 중요한 문제로 언급된다. 이오시프 스탈린은 중앙당의 계획이라는 본질적인 부분과 대중의 요구라는 현실적인 부분을 상호비판적으로 접목시켜야 한다고 보았다. 계획 경제하에서 나타날 수 있는 관료주의 문제와 생산의 편향성 등을 바로 두 번째 문제에 대한 집중적인 관심을 통하여 해결할 수 있다고 논증한 것이다. 
관료제 자체의 경우는, 자본주의 사회에서 갖는 무계획성과 비교될 수 있는 것들을 나열하여 비교·분석하였다. 사회주의 경제가 자본주의 경제보다 높은 생산력과 빠른 발전력을 유지할 수 있는 이유로, '국가 주도의 집중 투자'를 들고 있다. 자본주의 국가는 민간투자와 법인투자의 독자적 투자를 허용해놓고, 자본의 분산을 전제하고 있다. 
그러나, 자본주의 국가는 필연적으로 소수의 자본가를 중심으로 투자 자본이 모이는 구조를 갖고 있기에 개개민간투자자는 안정적인 투자력을 유지하기 힘들다. 따라서 소수의 독점자본의 성장만을 추동시킨다. 반면, 사회주의 경제는 합리적인 관료제와 대중들의 통제로 이루어진 집중 투자 경제이다. 이는 집중 투자를 통해 공고한 '규모의 경제'를 재빠르게 실현할 수 있다는 점과 효율적인 분배를 이룰 수 있다는 점에서 장점이 있다. 그 외에도 제도적으로 공금금융과 지령 하달 경제의 장점을 논하고 있다. 
세 번째 논점인 '소비와 공급량 조절 문제와 지역소비에트의 역량 강화'에서는 광범위한 사회간접자본 건설을 통한 유통 속도와 균형성의 증가와 지역소비에트의 소비 및 공급 요구량에 따른 중앙의 상품 공급 방침에 대한 내용이 담겨져 있다. 이 내용에 근거하여 사회주의 계획 경제의 특성을 세 가지로 나눌 수 있다.
1. 국가 주도의 집중 투자를 통한 빠른 규모의 경제와 자본 집중 실현.
2. 혁명적 관료제와 지역소비에트를 통한 생산 하달 및 생산 요구 피드백을 적극적으로 활용.
3. 생산력 발전에 상응하여 이루어지는 생산 물품의 효율적 분배와 가격 책정.

제2차 세계대전 이후 독립한 신생독립국은 이 세 가지 요소를 부분적으로 받아들이기도 하였다. 특히, 1950년대 이후의 이집트를 포함해서, 1960년대 이후의 아랍 국가들은 이오시프 스탈린의 경제론을 상당 부분 받아들였는데, 그 결과 높은 경제 성장을 달성할 수 있었다. 미국 국가안전보장회의는 이것을 두고 "후진국을 신속하게 근대화와 산업화의 위기를 거치게 할 수 있는 검증된 능력."이라고 평가했으며, 인도의 초대 총리인 자와할랄 네루(영어: Jawaharlal Nehru, 1889 - 1964)는 마르크스-레닌주의의 계획 경제에 대해 "자본이 빈약한 제3세계가 빠르게 경제 성장을 할 수 있게 하는 일반적인 방법."이라고 평가했다.

### 탈집중화 경제
생산수단과 관련이 밀접한 민간 민간단체, 그 안의 노동자, 생산수단 단위로 이루어진 공동체와 함께 협동 경제를 꾸려나가는 사회주의적 경제이다.
탈집중화 이론을 주장하는 이론가들은 경제 규모가 커짐에 따라 소비에트식 계획 경제에 커다란 무리가 생긴다는 것을 여러 차례 지적하였으며, 동시에 오늘날 자본주의 사회에서 누적된 노동자들의 경영 능력을 조명하며, 그에 따른 경제 관리 능력을 중시한다. 이러한 점을 들어 농민, 노동자 절대다수가 충분히 교육 수준이 높기 때문에 충분히 생산수단을 경영할 능력이 된다고 주장하며, 각 생산 단위의 노동자와 지역 주민, 협동조합 관여자가 동시에 관여하는 탈집중 경제를 추구한다.
이들은 21세기 사회에서 경제 운용함에서 모든 과학·기술력을 효과적으로 동원해야 하며, 이러한 고리는 정부와 이를 연구하는 민간 조직이 연결 및 제공해야 함을 주장한다. 이러한 점에서 탈집중화 계획 경제의 특징은 IT 시스템을 적극적으로 이용한다고 주장한다는 데에 있다. 탈집중화 이론은 컴퓨터 시스템이 발달하면서 1990년대 초반부터 나온 사회주의 경제 이론이며, 경제 계획을 네트워크, 인터넷 이외의 수많은 첨단 전자기기를 이용하여 관리한다는 내용이 주 이론이다. 아라서 탈집중화 경제는 충분한 IT 기술력을 확보하는 것에 방점이 찍힌다. 해당 국가로는 베네수엘라, 살바도르 정부 시절의 칠레, 니카라과 등이 있다.
- 사이버신 계획
- 21세기 사회주의의 경제 정책

### 시장 절충형 사회주의 경제
사회주의적 지령 경제는 정부의 정치적 지배력을 유지하면서도 생산수단에 파견된 경영인에게 해당 생산수단 내에서 독점적인 경제정책 권한을 부여하는 경제 정책이다. 중앙 정부의 지배력은 유지하고 경제는 자본주의와 다를 바 없이 성장할 수 있다는 점에서 사회주의라고 보기에 모호한 점도 많다는 것이 사실이다. 이러한 경제 정책은 시장 매커니즘에 따른 경제 성장을 촉진시킬 수 있으나 정경유착, 시장 부패가 증가한다.
시장-지령 경제는 권위주의적 성향을 가졌던 수많은 정부에서 실시한 경제 정책과 유사하다. 또한, 한 종류로 취급되는 1979년부터 중국에서 본격화 된 시장사회주의인 중국식 시장-지령 경제 체제를 주로 중국식 지령 경제라고 칭한다. 사유 재산이 전적으로 허용되며, 기본적으로 거의 대부분의 지대, 생산수단은 국가 소유이나, 일부 지대와 생산수단, 금융의 사적 소유가 허용되고, 시장 형성이 제한없이 가능하다. 다만, 중앙 정부의 경제 간섭은 존재하며, 이러한 간섭의 목표는 딱히 정해진 바가 없지만, 중국과 베트남에서 이뤄져온 시장-지령 경제에서의 정부 간섭은 시장의 투명성, 공정성을 확보하기 위한 간섭이라기 보단 해당 산업지의 경영인이 어떤 방식으로 산업 경영을 실행하는 지를 관리하기 위함에 불과했다. 이러한 경제 정책은 중앙 정부의 정치적 지배력을 유지하면서, 경제는 시장 경제의 매커니즘을 따라, 정부의 경제 계획없이 성장할 수 있게 하기 위해 고안된 것이다. 그러나 이러한 시장-지령 경제 또한 막대한 정경유착과 빈부격차를 가져온다는 점에서 자본주의와 다를 바 없다는 주장이 지배적이다. 1921년부터 1923년까지 이루어진 전시공산주의에서의 '신경제정책'도 시장-지령 경제의 일부에 포함된다. 해당 경제 정책을 시행하는 국가로는 중화인민공화국, 베트남, 미얀마 등이 있다.
- 신경제정책
- 중국식 개혁개방
- 도이 머이 정책

### 협동조합식 혼합 경제 /사회적 시장경제
2차 대전 종전 이후 중앙, 북유럽에서 광범위하게 실행된 사회민주주의적 혼합 경제이다. 사유 재산이 전적으로 허용되고, 생산 수단의 사적 소유가 전적으로 허용된다. 정부는 시장의 투명, 공정성을 위해 적극적으로 개입할 수 있으며, 이러한 일련의 혼합 경제 정책의 궁극적 목표는 거대기업의 독과점, 횡포의 방어, 시장 실패에 대한 방지가 있다. 동시에 정부는 협동조합의 설립을 지원한다. 협동조합을 지원하고 대기업을 견제함으로써 가격 경쟁이 가능한 완전경쟁체제에 가까운 경제를 만드려고 하는 것도 또한 협동조합주의 혼합 경제 체제 하에서의 정부의 역할이다. 사회주의적 요소가 제일 적고, 이론에 있어서도 사회주의의 범위에서 독자적으로 발전해온 것이 아니라 자본주의적 후생경제학과 케인즈주의 경제학으로부터 많이 차용된 것이므로 사실상 자본주의 경제에 불과하다는 주장도 있다. 해당 국가로는 북유럽과 동유럽 그리고 카자흐스탄 등이 있다.
- 애틀리 복지 정책
- 국민의 집 정책

## “사회주의”라는 표현을 사용하는 다른 사상
"보수주의", "자유주의"와 "민주주의" 등의 정치 용어들과 사실상 마찬가지로 (ex: 이승만의 자유당, 박정희의 민주공화당, 전두환의 민주정의당) "사회주의" 또는 "사회주의자"라는 표현은 역사적 사회주의 움직임과 거의 관련이 없는, 또는 사회주의를 극단적으로 억압하고 반대하는 조직들에 의해 사용되기도 하였다.
실제로 사회주의를 탄압한 전체주의 정당인 나치당 ("민족사회주의 독일 노동자당")은 자신의 공식 명칭에 "사회주의"라는 표현을 사용하였으나, 거의 대부분의 학자들은 이러한 용어 사용이 오직 선전적 의도에 기반한 것이었으며. 이들은 상황에 따라 무산층(서민) 옹호와 중산층 옹호 포지션을 취했다는 점을 지적한다.

### 사회주의라는 표현의 적대적 사용
몇몇 조직들은 (“사회주의”라는 표현을 사용하는 다른 사상을 참고) 스스로를 사회주의자라 부르나 주요 사회주의 사상과 부분적으로 상당히 다르다. 동시에, 이 표현은 우파 정치가들이 자신보다 덜 보수적인 주체를 깎아내리려고 할 때 사용된다. (예: 공공 보건을 "사회주의 의료"라고 부르거나 미국 민주당을 "사회당"으로 부르는 것). 본 문서에서 사용하는 "사회주의"는 "사회주의"라는 표현이 이러한 맥락에서 사용될 때와는 아무런 관련이 없다.

## 같이 보기
- 평등권
- 법 앞의 평등
- 사회주의 국가 목록
- 사회주의의 역사
- 사회주의자